# Cheilanthes acrostica
Cheilanthes acrostica es un helecho de la familia botánica Pteridaceae.

## Descripción
Se trata de un hemicriptófito rizomatoso, de cuyo rizoma emergen las frondes en grupos. Las frondes, de hasta 25 cm de longitud, se encuentran pinnadas de dos a tres veces. Dichas pinnas son glabras, oblongas, lobuladas, con ápices siempre romos. El peciolo, castaño, es tan largo o más que la propia lámina. Existe pseudioindusio, fimbriado, de hasta 1 mm de ancho, que protege los soros. Poseeel peciolo densamente cubierto de escamas linear-lanceoladas de color rojizo; el envés del fronde es glabro o con alguna de esas escamas. 2n=120

## Distribución y hábitat
C, acrostica es una especie típicamente mediterránea. En la península ibérica se encuentra de forma dispersa: es escasa en el centro y falta en el norte. La época de reproducción es de febrero a junio. Su estatus de conservación es poco preocupante. Crece en fisuras de rocas calizas, aunque también está descrita en cuarcitas y areniscas, en roquedos y pedregales, en ambientes más o menos termófilos. El rango altitudinal es de 300 a 900 m.

## Taxonomía
Cheilanthes acrostica fue descrita por (Balbis) Tod. y publicado en Giornale de Scienze Naturali ed Economiche de Palermo 1(10): 215. 1866.
Sinonimia
- Pteris acrosticha Balbis
- Cheilanthes odora Swartz
- Cheilanthes pteridioides auct.[2]
- Cheilanthes acrosticha (Balb.) Tod. in Giorn. Sci. Nat. Econ. Palermo 1: 215 (1866)
- Cheilanthes fragans auct.@ , non (L. fil.) Sw.[3]

## Nombre común
- Falguerilla.[3]